# ریک هرست
ریک هرست (انگلیسی: Rick Hearst؛ زادهٔ ۴ ژانویهٔ ۱۹۶۵) بازیگر اهل ایالات متحده آمریکا است.
از فیلم‌ها یا برنامه‌های تلویزیونی که وی در آن نقش داشته است می‌توان به بورلی هیلز، ۹۰۲۱۰، کسل، بیمارستان عمومی، روزهای زندگی ما جسور و زیبا اشاره کرد.

## حرفه
اولین فیلم او «آسیب مغزی» به کارگردانی فرانک هننلاتر بود. او در مجموعه تلویزیونی روزهای زندگی ما در نقش اسکات بنینگ دوم ظاهر شده است. در ژانویه ۲۰۰۲ اعلام شد که هرست به جمع بازیگران جسور و زیبا در نقش ویپ جونز پیوسته است. او اولین حضور خود را در ۱۳ فوریه همان سال تجربه کرد. در اکتبر همان سال، گزارش‌ها از کناره‌گیری هرست از این نقش خبر دادند. در همان ماه، اعلام شد که هرست برای نقش ریک لنسینگ در مجموعه تلویزیونیبیمارستان عمومی انتخاب شده است و اولین حضور خود را در ۸ نوامبر ۲۰۰۲ تجربه کرد. در نوامبر ۲۰۰۵، برای سه سال دیگر در این نقش قرارداد امضا کرد. در ژوئیه ۲۰۰۸، پس از گمانه‌زنی‌های آنلاین مبنی بر خروج قریب‌الوقوع هرست، او به طرفداران اطمینان داد که قصد دارد به کار خود در این نقش ادامه دهد؛ دو ماه بعد، هرست دوباره با این سریال قرارداد بست تا «برای آینده‌ای قابل پیش‌بینی» در این نقش باقی بماند. در ماه مه ۲۰۱۱، هرست به بازیگر ثابت تنزل یافت و در ۱۷ ژوئن برای آخرین بار در این نقش ظاهر شد.
در ژانویه ۲۰۱۴، اعلام شد که هرست نقش ریک را در سریال «بیمارستان عمومی» دوباره بازی خواهد کرد و در قسمت ۲۴ فوریه بازمی‌گردد. او در سال ۲۰۱۶ از این نقش کناره‌گیری کرد. پس از کناره‌گیری، در سریال‌های پرطرفداری مانند دودمان در سال ۲۰۱۸ و جاه‌طلبی‌ها در سال ۲۰۱۹ به صورت اپیزودیک ظاهر شد.
در ژوئیه ۲۰۲۴، اعلام شد که هرست دوباره نقش ریک را در سریال بیمارستان عمومی بازی خواهد کرد. اولین روز بازگشت او به صحنه فیلمبرداری ۲۹ ژوئیه ۲۰۲۴ بود.
هرست همچنین به عنوان بازیگر مهمان در مجموعه تلویزیونی بورلی هیلز، ۹۰۲۱۰ حضور داشت و در سریال‌های تلویزیونی دیگری مانند «جنی» و «آبی آرام » نیز به عنوان بازیگر مهمان حضور داشته است. در سال ۲۰۰۰، در نمایش تئاتر «پسران آوِن‌یو» به همراه دانیکا مک‌کلر در نقش «راکی» بازی کرد.

## فیلم‌شناسی
| سال  | عنوان                                       | نقش                         | یادداشت‌های دیگر                   |
| ---- | ------------------------------------------- | --------------------------- | --------------------------------- |
| ۱۹۸۸ | آسیب مغزی                                   | برایان                      |                                   |
| ۱۹۸۹ | عبور از خط                                  | ریک کاگان                   |                                   |
| ۱۹۸۹ | روزهای زندگی ما                             | اسکات «اسکاتی» بنینگ دوم    | ۱۹۸۹–۹۰                           |
| ۱۹۹۰ | نور هدایت                                   | آلن-مایکل اسپالدینگ شماره ۲ | ۱۹۹۰–۹۶                           |
| ۱۹۹۷ | بورلی هیلز، ۹۰۲۱۰                           | آلن بلک                     | ۳ قسمت                            |
| ۱۹۹۷ | باشه دیگه                                   | طراح قاب                    | ۱ قسمت                            |
| ۱۹۹۷ | جنی                                         | زک                          | ۱ قسمت                            |
| ۱۹۹۸ | مگی وینترز                                  | لنس روبکی                   |                                   |
| ۱۹۹۸ | آبی اقیانوس آرام                            | فرانک کواچ                  | ۲ قسمت؛ ۱۹۹۸-۱۹۹۰                 |
| ۲۰۰۰ | افسون‌شده                                    | تروکسا                      | ۱ قسمت                            |
| ۲۰۰۱ | جوان و بی‌قرار                               | مت کلارک                    | ۲۰۰۰-۰۱                           |
| ۲۰۰۱ | سکسی مرده                                   | پادو                        | در نقش ریچارد هرست                |
| ۲۰۰۲ | بیمارستان عمومی                             | ریک لنسینگ                  | ۲۰۰۲–۲۰۰۹؛ ۲۰۱۴–۲۰۱۶، ۲۰۲۴ تاکنون |
| ۲۰۰۲ | جسور و زیبا                                 | ویپل «ویپ» جونز سوم         | ۲۰۰۲؛ ۲۰۰۹–۲۰۱۱                   |
| ۲۰۰۳ | سوآپ‌تالک                                    | خودش                        | حضور مهمان                        |
| ۲۰۰۳ | چشم‌انداز                                    | خودش                        | حضور مهمان                        |
| ۲۰۰۳ | هرم                                         | خودش                        | حضور مهمان                        |
| ۲۰۰۴ | ۱ روز با ...                                | خودش                        | حضور مهمان                        |
| ۲۰۰۴ | شوی اپرا                                    | خودش                        | حضور مهمان                        |
| ۲۰۰۴ | نمایش وین بردی                              | خودش                        | حضور مهمان                        |
| ۲۰۰۴ | سی و یکمین دوره جوایز سالانه امی در طول روز | خودش                        |                                   |
| ۲۰۰۵ | سی و دومین دوره جوایز سالانه امی در طول روز | خودش                        | ارائه دهنده                       |
| ۲۰۰۵ | پسر کارپول                                  | جوئل                        |                                   |
| ۲۰۱۰ | کسل                                         | دکتر الیوت لفکورت           | 308: قاتل ترین مرغ                |
| ۲۰۱۷ | دیواهای روزانه                              | تد ویندزور                  | ۴ قسمت                            |
| ۲۰۱۸ | دودمان                                      | سناتور پاول دنیلز           | حضور مهمان                        |